# Aerosol

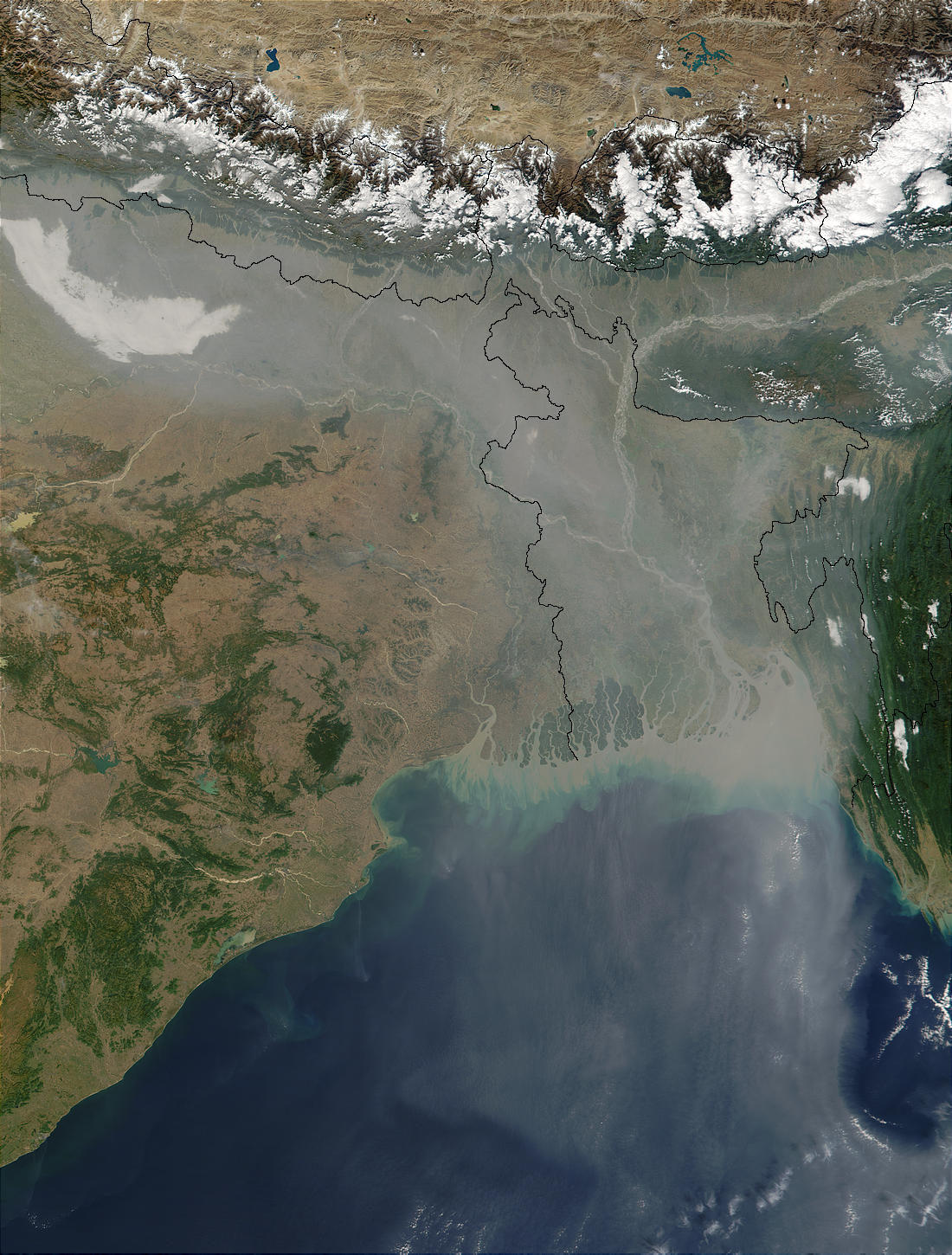
Aerosolföroreningar över norra Indien och Bangladesh - fotografiet kommer från [https://web.archive.org/web/20041209020248/http://visibleearth.nasa.gov/cgi-bin/viewrecord?10980 NASA

Aerosol (från grekiska: aer, "luft" och latin: solutio, "lösning") är små partiklar som är finfördelade i en gas. Partiklarna kan endera vara fasta eller flytande, och aerosolen innefattar både gasen och partiklarna. Typiska exempel på aerosoler är rök, dimma och luftföroreningar.
En övre gräns för partikelstorleken sätts av att partiklarna ska befinna sig svävande några sekunder i gasen innan de faller ut vilket ger en storlek runt 100 µm, mätt som aerodynamisk diameter. Den undre gränsen dras när partiklarna börjar bli så små att de består av enskilda molekyler, några nanometer. 
Små mängder aerosoler skapas med användning av en sprejburk.
Partiklarna i aerosol kan avskiljas med hjälp av ett partikelfilter.

## Inom medicin
Infektioner i luftvägarna som influensa och förkylning sprider sig bland annat genom att de får den sjuke att hosta ut en virusrik aerosol som kan andas in av friska personer i omgivningen.
Aerosoler kan även användas för att bota eller lindra sjukdomar, exempelvis astma. Dessa andas in via en inhalator som finfördelar vätska eller ett pulver.